# جون لي (مجدف)
جون لي (بالإنجليزية: John Lee)‏ هو مجدف أسترالي، ولد في 1 مارس 1948.

## وصلات خارجية
- جون لي على موقع الاتحاد الدولي للتجديف (الإنجليزية)
- جون لي على موقع اللجنة الأولمبية الدولية (الإنجليزية)
- جون لي على موقع أوليمبيديا (الإنجليزية)